# Tin Lučin
Tin Lučin (* 16. August 1999 in Rijeka) ist ein kroatischer Handballspieler.

## Karriere

### Verein
Tin Lučin lernte das Handballspielen beim RK Zamet Rijeka und beim RK Kozala Rijeka. Sein Debüt in der kroatischen Premijer Liga gab der 1,96 m große linke Rückraumspieler in der Saison 2016/17 bei Zamet. Die folgende Spielzeit verbrachte er beim Serienmeister RK Zagreb, mit dem er 2018 die Meisterschaft und den Pokalgewinn feierte. Anschließend kehrte er zu Zamet zurück. Ab 2019 spielte Lučin in der spanischen Liga Asobal bei Ademar León. Ab 2021 stand er beim polnischen Erstligisten Wisła Płock unter Vertrag. Mit Płock gewann er 2022, 2023 und 2024 den polnischen Pokal sowie 2024 die Meisterschaft. Zur Saison 2024/25 kehrte er nach Kroatien zum RK Nexe Našice zurück.

### Nationalmannschaft
Bei der U-18-Europameisterschaft 2016 im eigenen Land gewann Tin Lučin mit der kroatischen Jugendnationalmannschaft die Silbermedaille.
Mit der kroatischen A-Nationalmannschaft belegte Lučin bei der Europameisterschaft 2022 den 8. Platz, dabei warf er 28 Tore in sieben Spielen. Bei der Weltmeisterschaft 2025 warf Lučin 18 Tore in acht Partien und gewann mit Kroatien die Silbermedaille.

## Privates
Sein jüngerer Bruder Fran spielt ebenfalls Handball als Handballtorwart.